# Xã Windsor, Quận Jefferson, Missouri
Xã Windsor (tiếng Anh: Windsor Township) là một xã thuộc quận Jefferson, tiểu bang Missouri, Hoa Kỳ. Năm 2010, dân số của xã này là 22.228 người.